# Guvid de Razelm
Guvidul de Razelm (Ponticola syrman) este un pește mic dulcicol, din familia gobiide,  care trăiește pe funduri pietroase din apele dulci sau foarte ușor salmastre. Răspândit în râurile tributare ale coastei estice ale Mării Negre, de la Cuban până la Batum; de asemenea, în râurile tributare ale Mării Azov și râurile tributare ale coastei sudice și vestice ale Mării Caspice; semnalat și în Cherci. În România, a fost întâlnit numai în lacul Razelm și Babadag, de către Ioan Borcea.